# Palystes leppanae
Palystes leppanae is een spinnensoort uit de familie van de jachtkrabspinnen (Sparassidae).
De wetenschappelijke naam van de soort werd in 1902 gepubliceerd door Reginald Innes Pocock.